# Periodismo tecnológico
El periodismo tecnológico es la actividad, o producto, de los periodistas que se dedican a la preparación de material escrito, visual, sonoro o multimedia destinado a su difusión a través de los medios públicos, centrándose en temas relacionados con la tecnología. El periodismo tecnológico incluye géneros como noticias, informes y análisis que cubren una amplia variedad de temas, incluidas las tecnologías de la comunicación, Internet, las redes sociales, la industria de TI, la investigación científica, la robótica y las leyes y políticas relacionadas con el mundo digital. Un género común de periodismo tecnológico, la revisión de productos, puede implicar que el periodista experimente y exprese opiniones sobre dispositivos o aplicaciones específicos, a menudo acompañado de una puntuación en porcentaje o un número de 5.

## Periodistas de tecnología
Como función laboral, los periodistas de tecnología escriben para consumidores interesados en cosas como teléfonos inteligentes, tabletas, computadoras portátiles y otros productos digitales. La otra parte del periodismo tecnológico es la tecnología empresarial, que habla sobre cómo las empresas aprovechan las nuevas tecnologías para obtener ganancias comerciales. Los periodistas de tecnología generalmente entrevistan a expertos en varios campos como movilidad, análisis, computación en la nube, código abierto, etc. y comparten ideas con su audiencia.